# Rafles de Nancy
Pour un article plus général, voir Shoah en France.
La rafle de Nancy du 19 juillet 1942 fut en partie déjouée grâce au courage de policiers français nancéiens qui sauvèrent par leur action 350 Juifs. Toutefois, 32 Juifs furent tout de même arrêtés.
Une seconde rafle se déroule à Nancy, le 2 mars 1944. Celle-ci conduisit à l'arrestation et à la déportation des derniers Juifs vivant encore dans la ville.

## Contexte historique
Les Allemands entrent dans Nancy le 18 juin 1940. Le 22 juin, un armistice est signé, divisant le pays en plusieurs zones. Nancy est alors intégrée dans une zone réservée vouée à l'espace vital allemand.
La rafle de Nancy est à replacer dans le cadre d'une opération plus vaste organisée par l'Allemagne nazie, visant à déporter les Juifs des territoires occupés de l'Ouest de l'Europe (France, Pays-Bas et Belgique). L'opération « Vent printanier », ou « Vent de printemps », prévoyait, à l'origine, l'arrestation de tous les Juifs d'Amsterdam, Bruxelles et Paris le même jour. La France devait livrer 110 000 Juifs dans l'année 1942.
L'opération comprit, en France occupée, la rafle du Vélodrome d'Hiver à Paris, les 16-17 juillet 1942, ainsi que la rafle de la Marne, le 20 juillet 1942. Elle visait les Juifs étrangers ou apatrides émigrés pour la plupart de Pologne, de Lituanie, de Roumanie et de Hongrie.

## La rafle du 19 juillet 1942

### Le sauvetage des Juifs de Nancy
Édouard Vigneron, chef du service des étrangers au commissariat central de Nancy, son adjoint Pierre Marie et leurs cinq hommes ont lancé une vaste opération permettant le sauvetage de plus de 350 des 385 Juifs menacés.
Le 18 juillet 1942, le chef du service des étrangers de la police de Nancy, Édouard Vigneron, apprend que la rafle des Juifs de Nancy est pour le lendemain. Il convoque tous les policiers qu'il peut joindre pour qu'ils fassent fuir tous les Juifs menacés, qu'ils connaissent pour la plupart pour leur avoir remis leurs papiers. Il n'hésite pas à les faire accompagner à la gare et à leur faire remettre tickets et laissez-passer pour atteindre la « zone libre ». Des policiers ont même abrité chez eux des Juifs menacés. Il a été arrêté après ces événements, mais libéré et réhabilité à la Libération.

### L'arrestation de trente-deux Juifs
Trente-deux Juifs furent arrêtés dont les vieillards de l'hospice ; certains grabataires n'ont pas été apréhendés.

## Rafles du 2 et 5 mars 1943
Ces rafles font partie de l’opération Meerschaum visant à fournir une main-d'œuvre servile aux camps de concentration. Elles vont toucher des hommes de 15 à 62 ans pris au hasard dans la rue, les bars ou chez eux.

## La rafle du 2 mars 1944
Le samedi 2 mars 1944, à cinq heures du matin, la rafle commença. Les Allemands arrêtèrent le grand rabbin Haguenauer et son épouse Noémie Lévy, Gustave Nordon et sa femme Berthe ; groupés avec d'autres coreligionnaires place du Marché, ils furent conduits à la prison Charles III puis au camp d'internement d'Écrouves en autobus.
Le grand rabbin avait refusé de passer à la clandestinité : « Un berger ne quitte pas son troupeau ». Des témoins, au camp d'Écrouves, ont dit son courage et celui de Gustave Nordon. Le dessinateur Alfred Lévy, qui y fut temporairement interné, a réalisé son portrait de face et celui d'un certain nombre de ses compagnons d'infortune.
Transférés au camp de Drancy, les Juifs de Nancy sont déportés au centres d'extermination d'Auschwitz, le 13 avril 1944, par le convoi n° 71. Dans ses wagons se trouvaient 1500 personnes dont la jeune Simone Jacob, plus tard connue sous le nom de Simone Veil.
Le grand rabbin Haguenauer est mort dans le train avant l'arrivée à destination. Là, 265 personnes ont été immédiatement gazées avant de disparaître dans les fours crématoires (16 avril 1944). Il y eut 105 survivants, 70 femmes, 35 hommes.
Noémie Lévy (68 ans), Gustave (67 ans) et  Berthe (65 ans) Nordon périrent.
Dans le dernier convoi partant de Drancy, le 31 juillet 1944, furent déportés les jeunes Nancéiens Jérôme et Régine Skorka qui survécurent. Dans le convoi, se trouvaient 300 enfants juifs de Lorraine, âgés de 3 à 15 ans. Il n'y eut que cinq survivants.

## Justes parmi les nations
Édouard Vigneron, Pierre Marie et trois collègues policiers (Charles Bouy, François Pinot et Charles Thouron) ont reçu la médaille de Juste parmi les nations de Yad Vashem.

## Œuvre relatant l'épisode
- Le Temps de la désobéissance, téléfilm français tourné à Nancy, de Patrick Volson pour France 2.